# Sam Rockwell

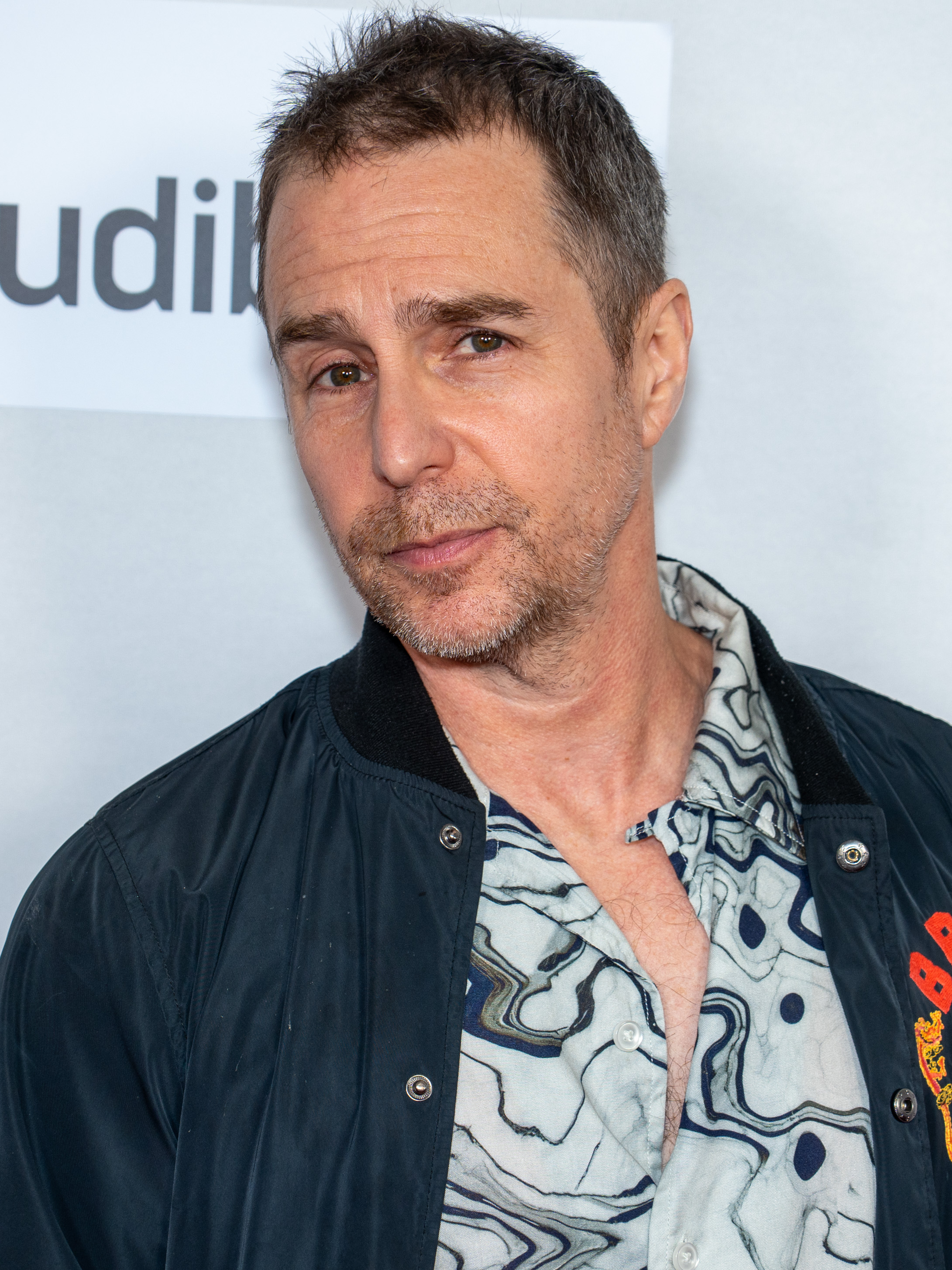
Sam Rockwell (2025)

Sam Rockwell (* 5. November 1968 in Daly City, Kalifornien) ist ein US-amerikanischer Schauspieler. Für seine Rolle des Officer Jason Dixon im Filmdrama Three Billboards Outside Ebbing, Missouri  wurde Rockwell 2018 unter anderem mit dem Oscar, Golden Globe Award, Critics’ Choice Movie Award sowie dem BAFTA Award und Screen Actors Guild Award als Bester Nebendarsteller ausgezeichnet.

## Leben
Rockwell ist ein Einzelkind, seine Eltern waren ebenfalls Schauspieler. Bereits mit zehn Jahren stand er zusammen mit seiner Mutter auf der Bühne. Dem Theater blieb er trotz seiner Filmkarriere immer erhalten, seinen Unterhalt bestritt er zunächst mit Nebenrollen in zahlreichen Fernsehserien.
1996 spielte er in dem Film Box of Moonlight an der Seite von Independent-Star John Turturro unter der Regie von Tom DiCillo den etwas naiven Buck, genannt The Kid, der sein Dasein in selbstgewählter Isolation in einem Wald fristet und dem muffigen All-American-Vater (Turturro) ein bisschen neues Lebensglück vermittelt.
Ein Jahr später war Rockwell in Lawn Dogs – Heimliche Freunde an der Seite von Mischa Barton zu sehen. Seine Interpretation des Außenseiters in den Reihen von Besitzern frisch gemähter Vorstadtgärten machte ihn auch für Hollywood interessant. Dennoch spielte er die nächsten Jahre in kleineren Independent-Filmen wie Celebrity – Schön. Reich. Berühmt. von Woody Allen oder der Shakespeare-Verfilmung Ein Sommernachtstraum mit.
Den endgültigen Durchbruch in Hollywood schaffte er mit seiner Darstellung des Billy the Kid in der Stephen-King-Verfilmung The Green Mile. Es folgten Rollen in der Science-Fiction-Komödie Galaxy Quest oder in  3 Engel für Charlie.
2003 erhielt Rockwell auf der Berlinale den Silbernen Bären für seine Darstellung des Chuck Barris in George Clooneys Regiedebüt Geständnisse – Confessions of a Dangerous Mind.
2005 war er als Zaphod Beeblebrox in der Verfilmung des Kultbuchs Per Anhalter durch die Galaxis zu sehen.
In dem Film Moon (2009) ist er als alleiniger Hauptdarsteller gleich mehrfach als Astronaut Sam Bell zu sehen. Andere Schauspieler sind darin nur selten und nur in Ausschnitten zu sehen, Sam Rockwell trägt den Film quasi allein.
2018 erhielt er den Oscar als Bester Nebendarsteller für seine Rolle in Three Billboards Outside Ebbing, Missouri. Im Folgejahr war er erneut für den Oscar in derselben Kategorie für seine Rolle in Vice – Der zweite Mann nominiert. 
Die deutsche Stimme leiht ihm in den meisten Filmen Dietmar Wunder, der u. a. durch die Synchronisation von Adam Sandler bekannt ist.
Seit 2007 ist Sam Rockwell mit der Schauspielerin Leslie Bibb liiert.

## Filmografie (Auswahl)

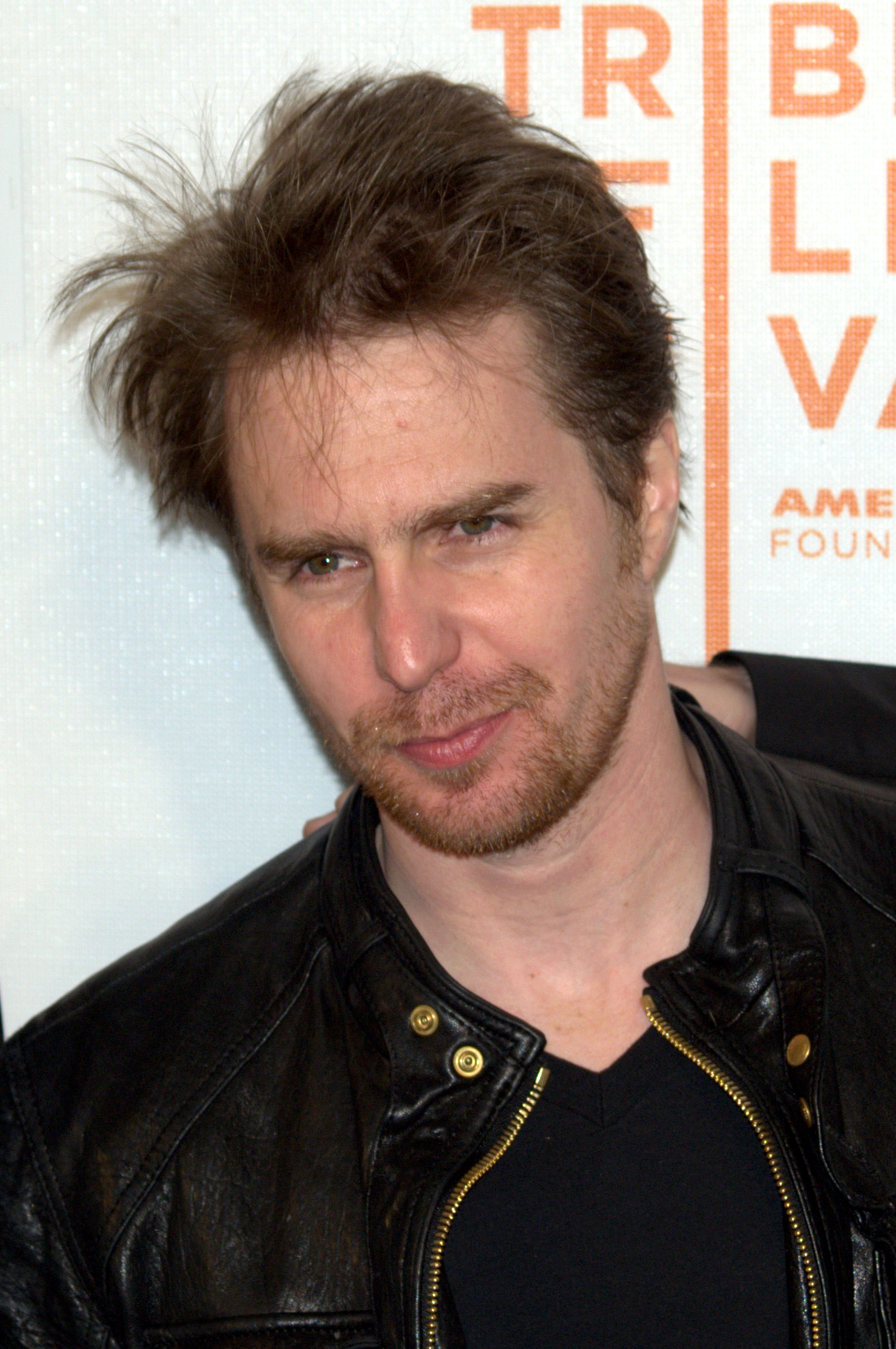
Sam Rockwell (2009)

- 1988: Der Equalizer (The Equalizer, Fernsehserie, Folge 3x13)
- 1989: Clownhouse
- 1989: Letzte Ausfahrt Brooklyn (Last Exit to Brooklyn)
- 1990: Junge Schicksale (ABC Afterschool Specials, Fernsehserie, Folge 18x05)
- 1990: Turtles (Teenage Mutant Ninja Turtles)
- 1991: Strictly Business
- 1992: Liebe, Hass und Impotenz (Jack and His Friends)
- 1992: Alles Kino (In the Soup)
- 1992: Light Sleeper
- 1992: Happy Hell Night
- 1992–1993: Law & Order (Fernsehserie, 2 Folgen)
- 1993: Trilogie der Tränen (Lifestories: Families in Crisis, Fernsehserie, Folge 1x07)
- 1994: Liebe bis zum Tod (Somebody to Love)
- 1994: Auf der Suche nach Jimmy Hoyt (The Search for One-eye Jimmy)
- 1995: Drunks
- 1995: Entführung ohne Gnade (Mercy)
- 1995: New York Cops – NYPD Blue (NYPD Blue, Fernsehserie, Folge 3x02)
- 1996: Bad Liver & a Broken Heart (Kurzfilm)
- 1996: Basquiat
- 1996: Box of Moonlight (Box of Moon Light)
- 1996: Glory Daze – Es lebe die Uni! (Glry Daze)
- 1997: Arresting Gena
- 1997: Subway Stories (SUBWAYStories: Tales from the Underground, Fernsehfilm)
- 1997: Lawn Dogs – Heimliche Freunde (Lawn Dogs)
- 1997–2000: Prince Street (Fernsehserie, 6 Folgen)
- 1998: The Call Back (Kurzfilm)
- 1998: Jerry & Tom – Killer unter sich (Jerry and Tom)
- 1998: Louis & Frank
- 1998: Die Safe-Spezialisten (Safe Men)
- 1998: Celebrity – Schön. Reich. Berühmt. (Celebrity)
- 1998–2002: Stella Shorts
- 1999: Ein Sommernachtstraum (A Midsummer Night’s Dream)
- 1999: The Green Mile
- 1999: Galaxy Quest – Planlos durchs Weltall (Galaxy Quest)
- 2000: 3 Engel für Charlie (Charlie’s Angels)
- 2001: D.C. Smalls (Kurzfilm)
- 2001: Pretzel (Kurzfilm)
- 2001: BigLove (Kurzfilm)
- 2001: Made
- 2001: Heist – Der letzte Coup (Heist)
- 2002: 13 Moons
- 2002: Running Time (Kurzfilm)
- 2002: Safecrackers oder Diebe haben’s schwer (Welcome to Collinwood)
- 2002: Geständnisse – Confessions of a Dangerous Mind (Confessions of a Dangerous Mind)
- 2003: Tricks (Matchstick Men)
- 2004: Piccadilly Jim
- 2005: Per Anhalter durch die Galaxis (The Hitchhiker’s Guide to the Galaxy)
- 2005: The F Word
- 2005: Robin’s Big Date (Kurzfilm)
- 2005: Stella (Fernsehserie, Folge 1x03)
- 2007: Joshua – Der Erstgeborene (Joshua)
- 2007: Engel im Schnee (Snow Angels)
- 2007: Die Ermordung des Jesse James durch den Feigling Robert Ford (The Assassination of Jesse James by the Coward Robert Ford)
- 2008: Woman in Burka (Kurzfilm)
- 2008: Choke – Der Simulant (Choke)
- 2008: Frost/Nixon
- 2009: Gentlemen Broncos
- 2009: Moon
- 2009: G-Force – Agenten mit Biss (G-Force, Stimme)
- 2009: Everybody’s Fine
- 2010: Iron Man 2
- 2010: Betty Anne Waters (Conviction)
- 2011: Cowboys & Aliens
- 2011: Bad Sitter (The Sitter)
- 2012: 7 Psychos (Seven Psychopaths)
- 2013: Ganz weit hinten (The Way, Way Back)
- 2013: A Single Shot – Tödlicher Fehler (A Single Shot)
- 2014: Grow Up!? – Erwachsen werd’ ich später (Laggies)
- 2014: Marvel One-Shots: Der Mandarin (Marvel One-Shot: All Hail the King, Kurzfilm)
- 2014: Hauptsache, die Chemie stimmt (Better Living Through Chemistry)
- 2014: Loitering with Intent
- 2015: Poltergeist
- 2015: Mr. Right
- 2015–2021: F Is for Family (Fernsehserie, 44 Folgen, Stimme von Victor „Vic“ Reynolds)
- 2017: Three Billboards Outside Ebbing, Missouri
- 2017: Die Frau, die vorausgeht (Woman Walks Ahead)
- 2018: The Diamond Job – Gauner, Bomben und Juwelen (Blue Iguana)
- 2018: Blaze
- 2018: Vice – Der zweite Mann (Vice)
- 2019: The Best of Enemies
- 2019: Fosse/Verdon
- 2019: Jojo Rabbit
- 2019: Der Fall Richard Jewell (Richard Jewell)
- 2020: Trolls World Tour (Stimme)
- 2020: Der einzig wahre Ivan (The One and Only Ivan, Stimme von Ivan)
- 2022: Die Gangster Gang (The Bad Guys, Stimme von Mr. Wolf)
- 2022: See How They Run
- 2023: What If…? (Fernsehserie, Folge 2x03, Stimme von Justin Hammer)
- 2024: Argylle
- 2024: IF: Imaginäre Freunde (IF, Stimme von Super Dog)
- 2025: The White Lotus (Fernsehserie, 4 Folgen)

## Auszeichnungen und Titel
- 1997: Internationales Festival Kataloniens des fantastischen Films in Sitges: Schauspielerpreis für Lawn Dogs – Heimliche Freunde.
- 2003: Berlinale 2003: Silberner Bär für Geständnisse – Confessions of a Dangerous Mind als Bester Darsteller
- 2009: Internationales Festival Kataloniens des fantastischen Films in Sitges: Schauspielerpreis für Moon
- 2009: Seattle International Film Festival: Golden Space Needle Award für Moon als Bester Darsteller
- 2018: Oscar für Three Billboards Outside Ebbing, Missouri als Bester Nebendarsteller
- 2018: Golden Globe Award für Three Billboards Outside Ebbing, Missouri als Bester Nebendarsteller
- 2018: Critics’ Choice Movie Award für Three Billboards Outside Ebbing, Missouri als Bester Nebendarsteller
- 2018: Screen Actors Guild Award für Three Billboards Outside Ebbing, Missouri als Bester Nebendarsteller
- 2018: AACTA International Award für Three Billboards Outside Ebbing, Missouri als Bester Nebendarsteller
- 2018: Palm Springs International Film Festival: Spotlight Award für Three Billboards Outside Ebbing, Missouri
- 2018: Satellite Award für Three Billboards Outside Ebbing, Missouri als Bester Nebendarsteller
- 2018: BAFTA Award für Three Billboards Outside Ebbing, Missouri als Bester Nebendarsteller
- 2018: Independent Spirit Award für Three Billboards Outside Ebbing, Missouri als Bester Nebendarsteller

Nominierungen (Auswahl):
- 2002: Satellite Award für Confession of a Dangerous Mind als Bester Hauptdarsteller – Komödie/Musical
- 2010: Saturn Award für Moon als Bester Hauptdarsteller
- 2013: Critics’ Choice Movie Award für The Way, Way Back als Bester Hauptdarsteller – Komödie
- 2019: Oscar für Vice als Bester Nebendarsteller
- 2019: Golden Globe Award für Vice als Bester Nebendarsteller
- 2019: BAFTA Award für Vice als Bester Nebendarsteller
- 2019: AACTA International Award für Vice als Bester Nebendarsteller